# Eudora (Kansas)
Eudora é uma cidade localizada no estado americano de Kansas, no Condado de Douglas.

## Demografia
Segundo o censo americano de 2000, a sua população era de 4307 habitantes.
Em 2006, foi estimada uma população de 6027, um aumento de 1720 (39.9%).

## Geografia
De acordo com o United States Census Bureau tem uma área de
5,2 km², dos quais 5,1 km² cobertos por terra e 0,1 km² cobertos por água. Eudora localiza-se a aproximadamente 281 m acima do nível do mar.

## Localidades na vizinhança
O diagrama seguinte representa as localidades num raio de 20 km ao redor de Eudora.